# سوبر برستيج بيرنود 1962
سوبر برستيج بيرنود 1962 (بالإنجليزية: 1962 Super Prestige Pernod)‏ هو الموسم 4 من سوبر برستيج بيرنود،  وانتهى بسباق طواف لومبارديا 1962 في 20 أكتوبر 1962.
فاز بالمركز الأول جو دي رو، وبالمركز الثاني جيف بلانكايرت، وبالمركز الثالث Emile Daems ‏

## السباقات
| 4 مارس                   | Genoa-Nice ‏                                           | أندريه أوفري       | Jean-Claude Annaert ‏ | Dino Liviero ‏         |
| 19 مارس                  | ميلان-سان ريمو                                        | Emile Daems ‏       | Yvo Molenaers ‏       | Louis Proost ‏         |
| 29 مارس                  | Giro di Campania ‏                                     | Silvano Ciampi ‏    | Jos Hoevenaers ‏      | Vincenzo Meco ‏        |
| 1 أبريل                  | طواف فلاندرز                                          | ريك فان لوي        | Michel Van Aerde ‏    | نوربرت كيركوف         |
| 9 أبريل                  | سباق باريس روبيه                                      | ريك فان لوي        | Emile Daems ‏         | Frans Schoubben ‏      |
| 27 أبريل – 13 مايو 1962  | طواف إسبانيا                                          | رودي آلتيج         | خوسيه بيريز فرانسيس  | شيموس إليوت           |
| 29 أبريل                 | دراجات بروكسل الكلاسيكية                              | Joseph Wouters ‏    | نويل فور             | Martin Van Geneugden ‏ |
| 1 مايو                   | GP Stan Ockers ‏                                       | Joseph Velly ‏      |                      |                       |
| 01 – 04 مايو 1962        | طواف روماندي                                          | Guido De Rosso ‏    | Franco Cribiori ‏     | Joseph Novales ‏       |
| 7 مايو                   | لا فليش والون                                         | هنري دي وولف       | Pino Cerami ‏         | هنس يونكرمان          |
| 19 مايو – 09 يونيو 1962  | طواف إيطاليا                                          | فرانكو بالماميون   | Imerio Massignan ‏    | Nino Defilippis ‏      |
| 27 مايو                  | Bordeaux–Paris ‏                                       | جو دي رو           | فرانسوا ماهي         | مارسيل يانسن          |
| 28 مايو – 03 يونيو 1962  | سباق دوفين للدراجات                                   | Raymond Mastrotto ‏ | هنس يونكرمان         | ريمون بوليدور         |
| 24 يونيو – 15 يوليو 1962 | طواف فرنسا                                            | جاك أنكيتيل        | جيف بلانكايرت        | ريمون بوليدور         |
| 2 سبتمبر                 | سباق الطريق في بطولة العالم لسباق الدراجات على الطريق | جان ستابلينسكي     | شيموس إليوت          | Jos Hoevenaers ‏       |
| 16 سبتمبر                | جراند بريكس دي نيشنز                                  | فيرديناند براك     | Jean-Claude Lebaube ‏ | Claude Valdois ‏       |
| 7 أكتوبر                 | باريس تورز                                            | جو دي رو           | Frans Melckenbeeck ‏  | Benoni Beheyt ‏        |
| 20 أكتوبر                | طواف لومبارديا                                        | جو دي رو           | Livio Trapè ‏         | Alcide Cerato ‏        |

## وصلات خارجية
- سوبر برستيج بيرنود 1962 في موقع Cycling Archives سايكلنج أركايفز